# Nakayubi
Nakayubi är en udde i Antarktis. Den ligger i Östantarktis. Norge gör anspråk på området.
Terrängen inåt land är varierad. Havet är nära Nakayubi västerut. Trakten är obefolkad. Det finns inga samhällen i närheten. 